# Pocket (dịch vụ)
Pocket, trước đây tên là Read It Later, là một ứng dụng và dịch vụ web để quản lý danh sách đọc các bài viết và video từ Internet. Được phát hành năm 2007, ứng dụng ban đầu chỉ dành cho máy tính để bàn và máy tính xách tay, và bây giờ có sẵn cho macOS, Windows, iOS, Android, Windows Phone, BlackBerry, Kobo eReader và trình duyệt web. Pocket đã được tiếp quản bởi Mozilla, nhà phát triển trình duyệt web Firefox, vào năm 2017.

## Chức năng
Ứng dụng cho phép người dùng lưu một bài viết hoặc trang web vào các máy chủ từ xa để đọc sau. Bài viết sau đó được gửi đến danh sách Pocket của người dùng (được đồng bộ hóa với tất cả các thiết bị của họ) để đọc ngoại tuyến. Pocket loại bỏ các phần không cần thiết khỏi bài viết và cho phép người dùng thêm các thẻ vào bài viết của họ, điều chỉnh cài đặt văn bản để dễ đọc hơn.

## Lịch sử
Pocket được Nathan (Nate) Weiner giới thiệu vào tháng 8 năm 2007 dưới dạng một phần mở rộng của trình duyệt Mozilla Firefox có tên là Read It Later. Sau khi sản phẩm của anh được hàng triệu người sử dụng, anh đã chuyển văn phòng của mình đến Thung lũng Silicon và bốn người khác tham gia nhóm Read It Later sau đó. Ý định của Weiner là để ứng dụng giống như TiVo cho nội dung web và cho phép người dùng truy cập vào nội dung đó trên bất kỳ thiết bị nào.
Read It Later thu được đầu tư vốn mạo hiểm 2,5 triệu đô la Mỹ trong năm 2011 và 5,0 triệu đô la trong năm 2012. Khoản tài trợ năm 2011 đến từ Foundation Capital, Baseline Ventures, Google Ventures, Founder Collective và các nhà đầu tư thiên thần không tên. Công ty đã từ chối lời đề nghị mua lại của Evernote sau khi cho thấy những lo ngại rằng Evernote có ý định đóng cửa dịch vụ Read It Later và hợp nhất chức năng của nó vào dịch vụ chính của Evernote.
Ban đầu, ứng dụng Read It Later có sẵn ở phiên bản miễn phí và phiên bản trả phí bao gồm các tính năng bổ sung. Sau khi đổi thương hiệu thành Pocket, tất cả các tính năng trả phí đã được cung cấp trong một ứng dụng miễn phí và không có quảng cáo. Tháng 5 năm 2014, một dịch vụ thuê bao trả phí có tên Pocket Premium đã được giới thiệu, thêm vào chức năng lưu trữ các bài viết phía máy chủ và các công cụ tìm kiếm mạnh mẽ hơn.
Tháng 6 năm 2015, tích hợp Pocket đã được thêm vào như một tính năng mặc định cho trình duyệt web Mozilla Firefox, thông qua một nút tại thanh công cụ và liên kết đến danh sách Pocket của người dùng trong menu Dấu trang. Việc tích hợp đã gây tranh cãi, khi người dùng thể hiện mối lo ngại về việc tích hợp trực tiếp dịch vụ độc quyền vào ứng dụng nguồn mở và không thể vô hiệu hóa hoàn toàn nếu không chỉnh sửa cài đặt nâng cao, không giống như tiện ích mở rộng của bên thứ ba. Người phát ngôn của Mozilla tuyên bố rằng tính năng này nhằm thúc đẩy sự phổ biến của dịch vụ đối với người dùng Firefox và làm rõ rằng tất cả các mã liên quan đến tích hợp là nguồn mở. Người phát ngôn nói thêm rằng "[Mozilla đã] nhận được nhiều phản hồi tích cực về sự tích hợp từ người dùng".
Ngày 27 tháng 2 năm 2017, Pocket thông báo rằng đã được mua lại bởi Tập đoàn Mozilla, chi nhánh thương mại của nhóm phát triển phi lợi nhuận của Firefox. Nhân viên Mozilla tuyên bố rằng Pocket sẽ tiếp tục hoạt động như một công ty con độc lập nhưng nó sẽ được tận dụng như một phần của dự án "Context Graph" đang tiến hành. Có kế hoạch mở mã nguồn phía máy chủ của Pocket, nhưng điều đó vẫn chưa thành hiện thực tại thời điểm tháng 6 năm 2020.

## Cơ sở người dùng
Ứng dụng có 17 triệu người dùng và 1 tỷ lượt lưu, tính đến tháng 9 năm 2015. Một số ứng dụng, chẳng hạn như Flipboard, Google Currents và Twitter sử dụng API của Pocket. Pocket đã được liệt kê trong số 50 ứng dụng Android tốt nhất của TIME năm 2013.

## Sự đón nhận
Kent German của CNET nói rằng "Read It Later vô cùng hữu ích để lưu tất cả các bài viết và tin tức tôi tìm thấy trong khi di chuyển hoặc chờ xếp hàng." Erez Zukerman của PC World nói rằng hỗ trợ nhà phát triển là lý do đủ để mua thứ mà anh ta coi là "ứng dụng tiện dụng". Bill Barol của Forbes nói rằng mặc dù Read It Later hoạt động kém hơn Instapaper, "nó làm cho Instapaper yêu quý của tôi trông và cảm thấy hơi cứng nhắc."
Năm 2015, Pocket đã được Google trao Giải thưởng Material Design cho Bố cục Thích ứng cho ứng dụng Android của họ.